# Psilopogon franklinii
Il barbetto goladorata (Psilopogon franklinii Blyth, 1842) è un uccello della famiglia Megalaimidae, diffuso nel sud-est asiatico.

## Descrizione

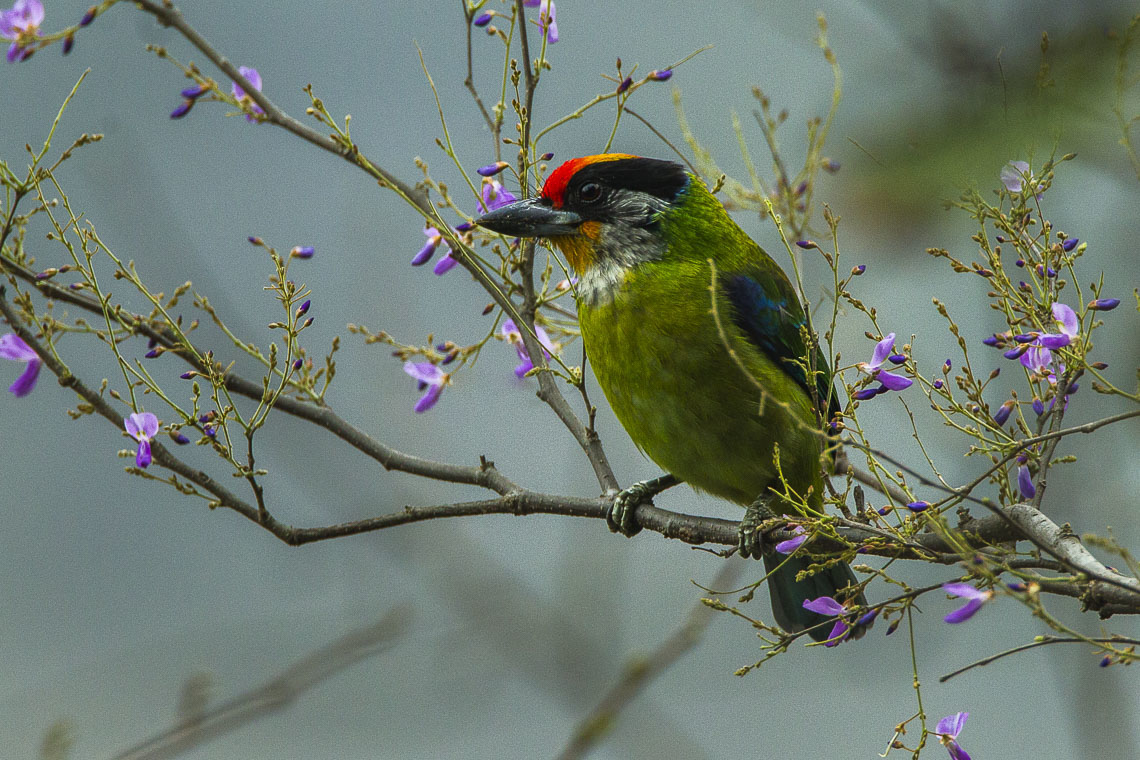

Il barbetto goladorata è di colore verde vivo sopra, con un piumaggio più pallido di tonalità verde giallastro sotto; le ali sono di un blu intenso mentre sotto la coda è di colore verdastro. Il becco è nero scuro e di colore nero intorno agli occhi. La fronte è di un cremisi e la gola è arancione. Le zampe sono verdastre.
Il barbetto goladorata è un uccello di piccole dimensioni, un esemplare adulto può raggiungere una massa corporea di 50-101 g.
Le dimensioni degli esemplari adulti sono:
- lunghezza da 20,5 a 23.5 cm;
- lunghezza delle ali sono di circa 9,5 cm;
- la coda è lunga circa 6,5 cm.

## Biologia

### Voce
Il suo canto si articola prevalentemente da 2 sillabe ripetute simili a singhiozzi, talvolta sembrano fischiati.
Il richiamo territoriale del maschio è un "pukwowk" molto rumoroso.

### Cibo ed Alimentazione
Il barbetto goladorata è interamente frugivoro che predilige nutrirsi tra i rami bassi e nel terreno. Si nutre principalmente del frutto del Peepul, Bur, altre specie di fichi e di guaiava.

### Riproduzione
Costruiscono il nido nelle buche naturale tra i rami degli alberi, solitamente in aprile, dove nidifica fino a quattro uova.
Le uova del barbetto goladorata sono di un colore bianco puro.
I giovani esemplari iniziano a volare a giugno.

## Tassonomia
Bucco franklinii era il nome scientifico proposto da Edward Blyth nel 1842 che descriveva un vivace barbetto verde con una gola dorata raccolto a Darjeeling.
Fu inserito nel genere Megalaima, proposto da George Robert Gray nel 1842 che suggerì di usare questo nome al posto di Bucco. Nel XIX e XX secolo sono stati descritti i seguenti esemplari zoologici di barbetti con gola dorata:
- Megalaema ramsayi proposto da Arthur visconte Walden nel 1875 era un barbetto dorato raccolto nelle Karen Hills[10]
- Cyanops franklinii auricularis proposto da Herbert C. Robinson e Cecil Boden Kloss nel 1919 per un barbetto raccolto nell'Altopiano di Langbian nel Vietnam meridionale[11]
- Cyanops franklinii minor proposto da Cecil Boden Kloss e Frederick Nutter Chasen nel 1926 per un esemplare raccolto a Perak, Malaysia[12]
- Cyanops franklinii trangensis proposto da Joseph Harvey Riley nel 1934 per un barbetto raccolto in Thailandia[13]

La ricerca filogenetica molecolare sui barbetti ha rivelato che gli uccelli del genere Megalaima formano un clade, che comprende anche il barbetto ciuffoflammeo, l'unica specie inserita nel genere Psilopogon all'epoca. I barbetti precedentemente inseriti in questo genere sono stati quindi riclassificati sotto il genere Psilopogon.

### Sottospecie
A partire dal 2014 sono riconosciute due sottospecie di barbetti goladorata:
- P. f. franklinii (Blyth, 1842) – ai piedi dell'Himalaya, dal Nepal centrale alla Birmania settentrionale, al Laos e alla Cina sud-occidentale
- P. f. minor (Kloss & Chasen, 1926) – Malaysia
- P. f. ramsayi (Walden, 1875) – dalla Birmania centrale e orientale alla penisola malese, compresa la Thailandia
- P. f. trangensis (Riley, 1934) – parte meridionale della Thailandia

## Distribuzione e habitat
Il suo habitat include foreste umide tropicali e subtropicali ad un'altitudine compresa tra i 900 e i 2700 m.
Questi territori comprendono gli stati del Nepal, India, Bhutan, Birmania, Thailandia, Malaysia, Laos, India, Vietnam e Cina continentale. La sua presenza in Bangladesh è incerta.
Il barbetto goladorata abita diverse aree naturali protette del Nepal e del Laos, tra cui:
- area di conservazione dell'Annapurna, parco nazionale del Langtang, parco nazionale del Makalu-Barun, parco nazionale di Shivapuri Nagarjun in Nepal;
- Nakai–Nam Theun in Laos.

## Status e conservazione
La specie occupa un areale abbastanza vasto, all'interno del quale la popolazione sembra stabile. Per questo motivo la Lista rossa IUCN classifica Psilopogon franklinii come specie a rischio minimo (Least Concern).